# 6832 Kawabata
A 6832 Kawabata (ideiglenes jelöléssel 1992 FP) egy kisbolygó a Naprendszerben. Endate Kin és Vatanabe Kazuró fedezte fel 1992. március 23-án.